# Ентомобрія мохова
Ентомобрія мохова (Entomobrya muscorum) — вид колембол з родини ентомобриїд. Досить поширений в Європі. Мешкає у вологих середовищах.